# برايان جرينسبان
برايان جرينسبان هو محامي كندي، ولد في 14 مارس 1947.